# La Firma
La Firma (también conocido como La Tapadera) es la segunda novela del escritor estadounidense John Grisham. Fue su primer libro ampliamente reconocido y alabado por la crítica, vendiendo un millón y medio de copias en 1993. La historia fue llevada al cine en la película The Firm de 1993, protagonizada por Tom Cruise y Gene Hackman. La primera novela de Grisham, Tiempo de matar, logró gran reconocimiento tras la publicación de La Firma.

## Sinopsis
Mitchell Y. McDeere es un joven abogado que se traslada a la ciudad de Memphis con su esposa, dispuesto a empezar una nueva vida. Sin embargo, empiezan a ocurrir extraños eventos a su alrededor que lo llevan a colaborar con el FBI en contra de su anterior empresa.

## Recepción
Marilyn Stasio de The New York Times escribió que "Mr. Grisham, un abogado defensor, escribe con tanto conocimiento del asunto, que el libro en sí mismo puede representar un manual para los estudiantes de derecho."